# Żwirki i Wigury (Gliwice)
Żwirki i Wigury – osiedle Gliwic istniejące w latach 2011–2015. Patronami osiedla byli Franciszek Żwirko i Stanisław Wigura.

## Historia
Osiedle jako jednostka pomocnicza gminy powstała w 2011 roku, przez wydzielenie z dzielnicy Trynek obszaru dawnego osiedla Franciszka Zubrzyckiego. Po przywróceniu swojego pierwotnego statusu zostało ono nazwane osiedlem Żwirki i Wigury, aby uniknąć odniesień do wcześniejszego patrona, działacza komunistycznego.
Nazwa „osiedle Franciszka Zubrzyckiego” funkcjonowała od 1972 roku w odniesieniu do planowanego wówczas osiedla mieszkaniowego. W 1991 utworzono osiedle Trynek-Zubrzyckiego. W latach 2003–2011 dawne osiedle Zubrzyckiego wchodziło pod względem formalnym w skład Trynku (dzielnicy o statusie osiedla), a nadana w latach siedemdziesiątych nazwa „Zubrzyckiego” miała charakter jedynie zwyczajowy.
Franciszek Zubrzycki – dawny patron osiedla (do 30 marca 2018 roku patron jednej z ulic) – jest wymieniony, jako działacz komunistyczny okresu stalinowskiego, w dokumencie IPN dotyczącym nazw ulic, placów oraz patronów i imion instytucji publicznych, będących formą okazywania czci i szacunku dla ideologii nazistowskiej i komunistycznej.
9 czerwca 2015 roku weszła w życie uchwała Rady Miasta nr VI/119/2015, zmieniająca uchwałę w sprawie nadania statutu osiedlu Trynek. Uchwała ta łączy osiedla Trynek oraz Żwirki i Wigury, uchylając równocześnie uchwałę w sprawie utworzenia osiedla Żwirki i Wigury oraz nadania mu statutu. Uchwałę tę Rada Miasta Gliwice podjęła 14 maja 2015, po przeprowadzeniu konsultacji z mieszkańcami.